# Nagroda Grammy w kategorii Best Reggae Album
Nagroda Grammy w kategorii Best Reggae Album jest przyznawana od 1985 roku za najlepszy album muzyki reggae ubiegłego roku.
Do roku 1991 nosiła nazwę Nagroda Grammy w kategorii Best Reggae Recording. Od początku przewodniczącym kapituły decydującej o przyznaniu nagrody był znany archiwista reggae Roger Steffens, który jednak postanowił zrezygnować z tej funkcji po rozdaniu statuetek w roku 2012, stwierdzając, że „nie rozumie już współczesnej muzyki jamajskiej, podążającej w zbyt wielu różnych kierunkach”.
Rekord w ilości zdobytych statuetek współdzielą dwaj synowie Boba Marleya, Stephen Marley oraz Ziggy Marley, mający na swoim koncie po 6 statuetek (po 3 z nich otrzymali jeszcze jako członkowie nieistniejącego już zespołu Ziggy Marley & The Melody Makers). Trzykrotnym laureatem nagrody jest Bunny Wailer, zaś po dwa razy zwyciężyli jak do tej pory Burning Spear, Damian Marley, Jimmy Cliff oraz Shabba Ranks.
Wśród artystów z największą liczbą nominacji absolutnym rekordzistą jest Burning Spear (12 razy), za nim plasuje się sekcja rytmiczna Sly & Robbie (10 razy), Jimmy Cliff oraz zespoły Black Uhuru, Third World i Ziggy Marley & The Melody Makers (po 7 razy).

## Laureaci
| Rok  | Laureat                          | Narodowość                | Nagrodzony album                                       | Pozostałe nominacje |
| ---- | -------------------------------- | ------------------------- | ------------------------------------------------------ | --- |
| 1985 | Black Uhuru                      | Jamajka                   | Anthem                                                 | - Jimmy Cliff – Reggae Night - Peter Tosh – Captured Live - Steel Pulse – Steppin’ Out - Yellowman – King Yellowman |

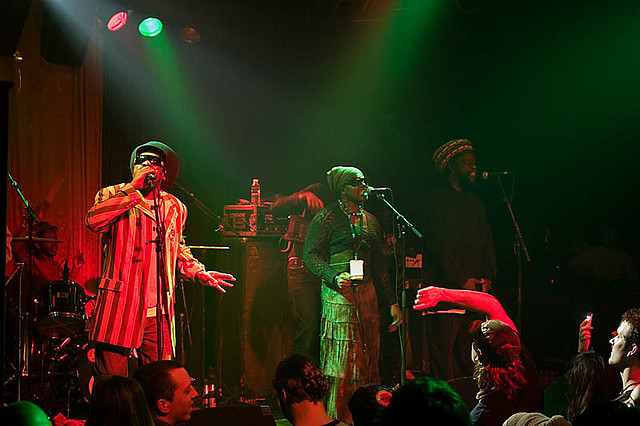
Pierwszą w historii nagrodę otrzymał w roku 1985 legendarny zespół Black Uhuru

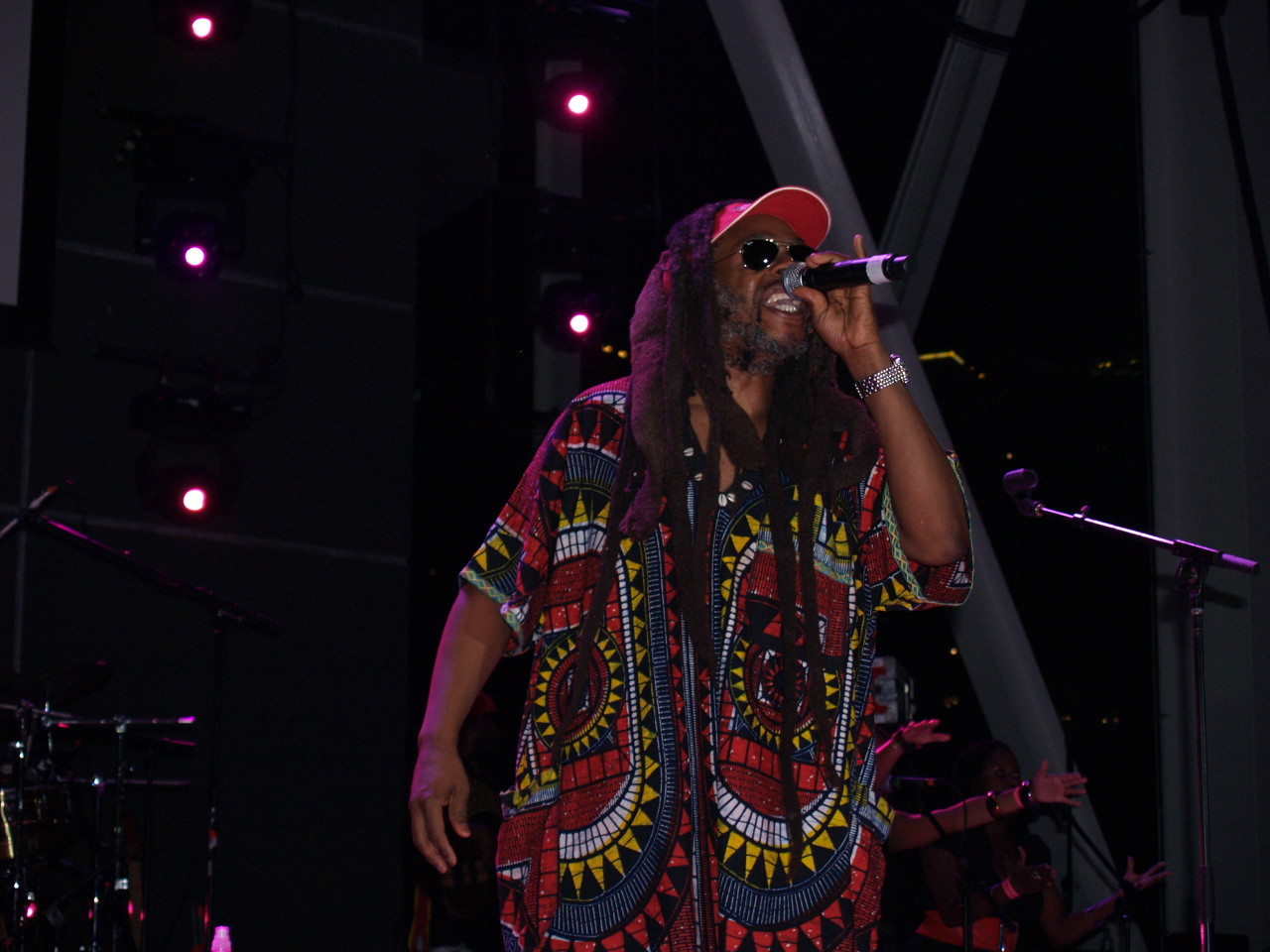
Brytyjczyk David Hinds i jego zespół Steel Pulse są jak do tej pory jedynymi laureatami statuetki pochodzącymi spoza Jamajki

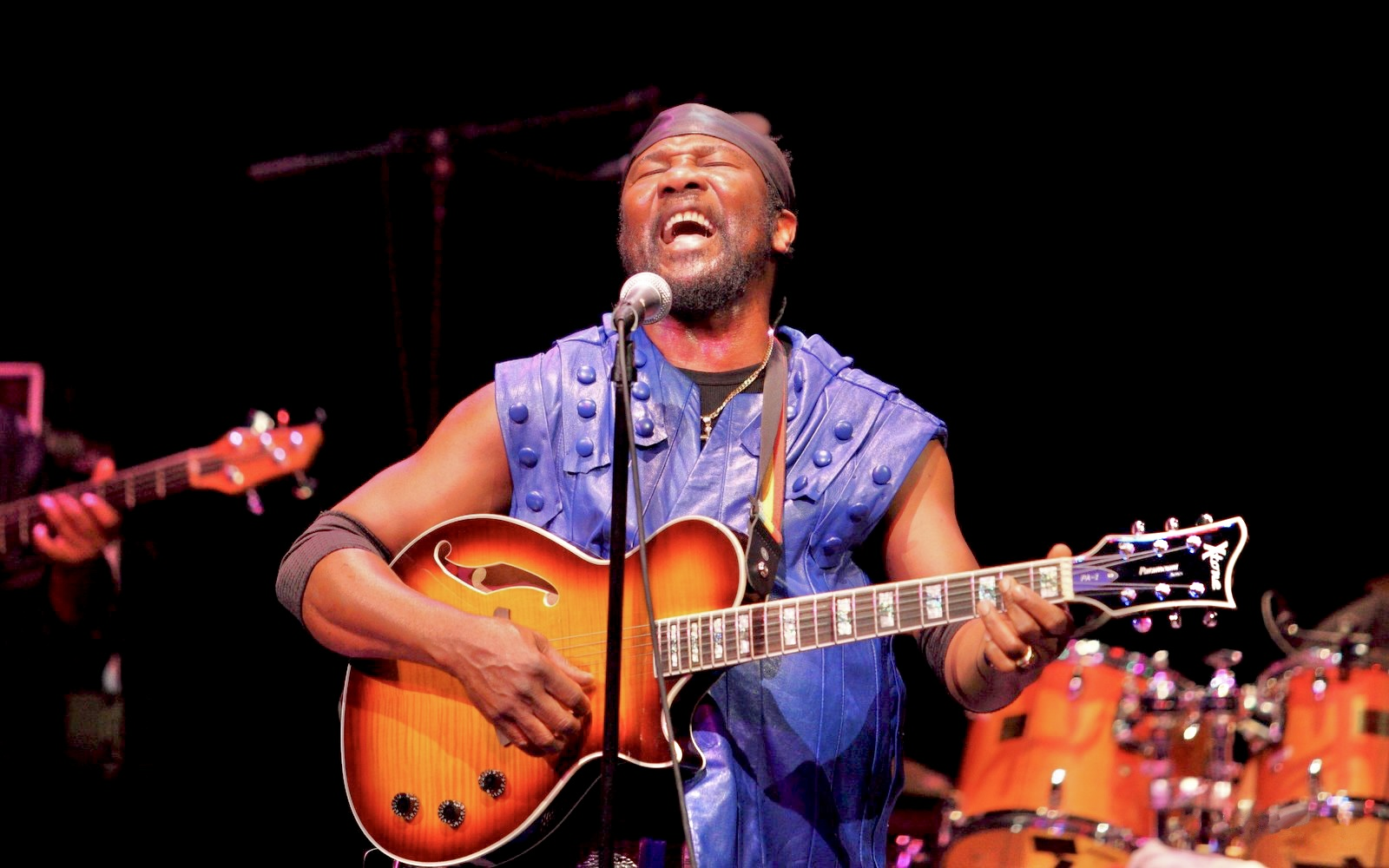
Frederick „Toots” Hibbert w latach 60. wraz ze swoją grupą The Maytals współtworzył brzmienie reggae; jedyną jak dotychczas statuetką Grammy muzyków uhonorowano niemal pół wieku później

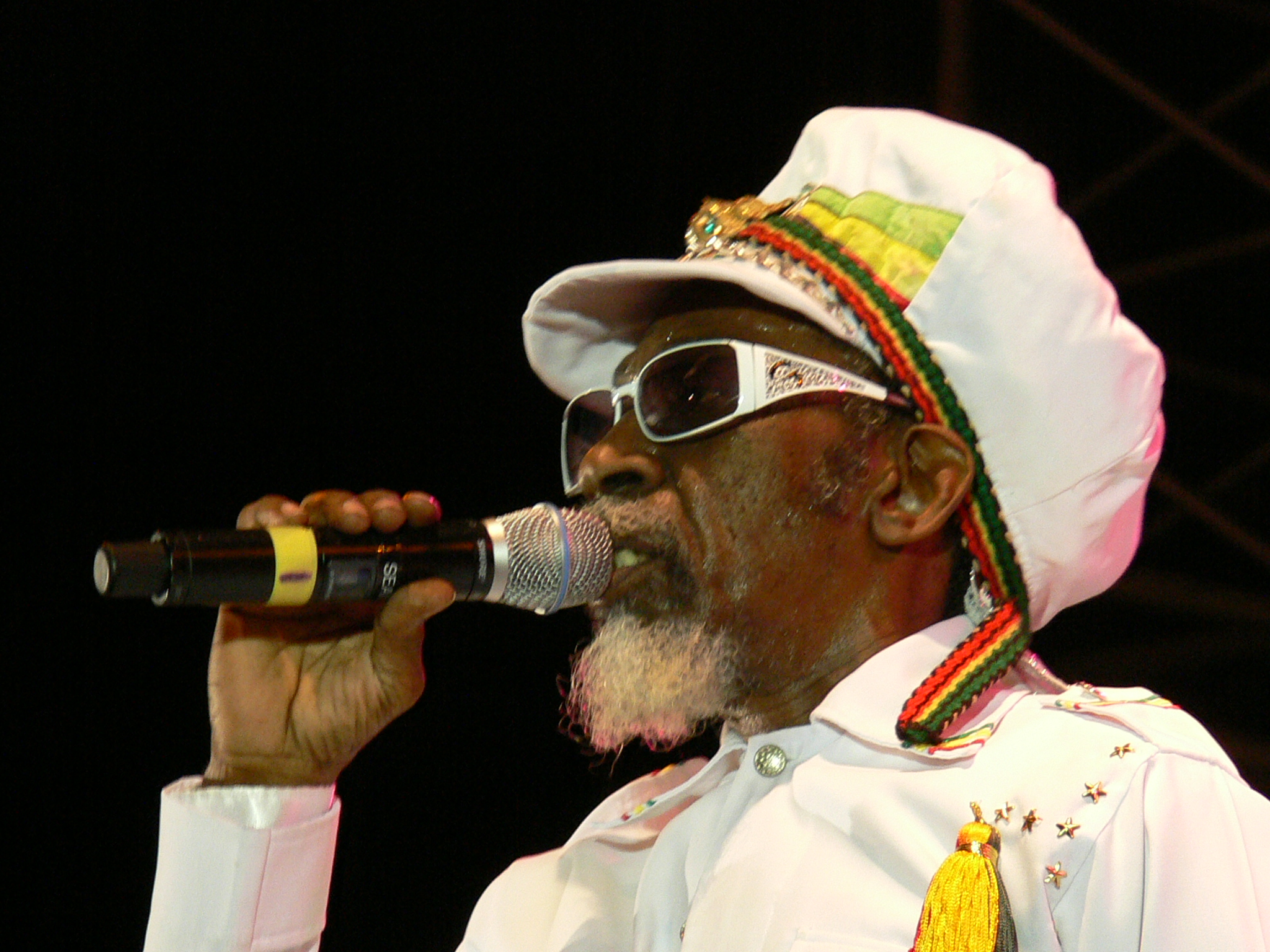
Bunny Wailer, przyrodni brat Boba Marleya, po opuszczeniu ich wspólnego zespołu rozpoczął karierę solową, która w latach 90. przyniosła mu trzy statuetki

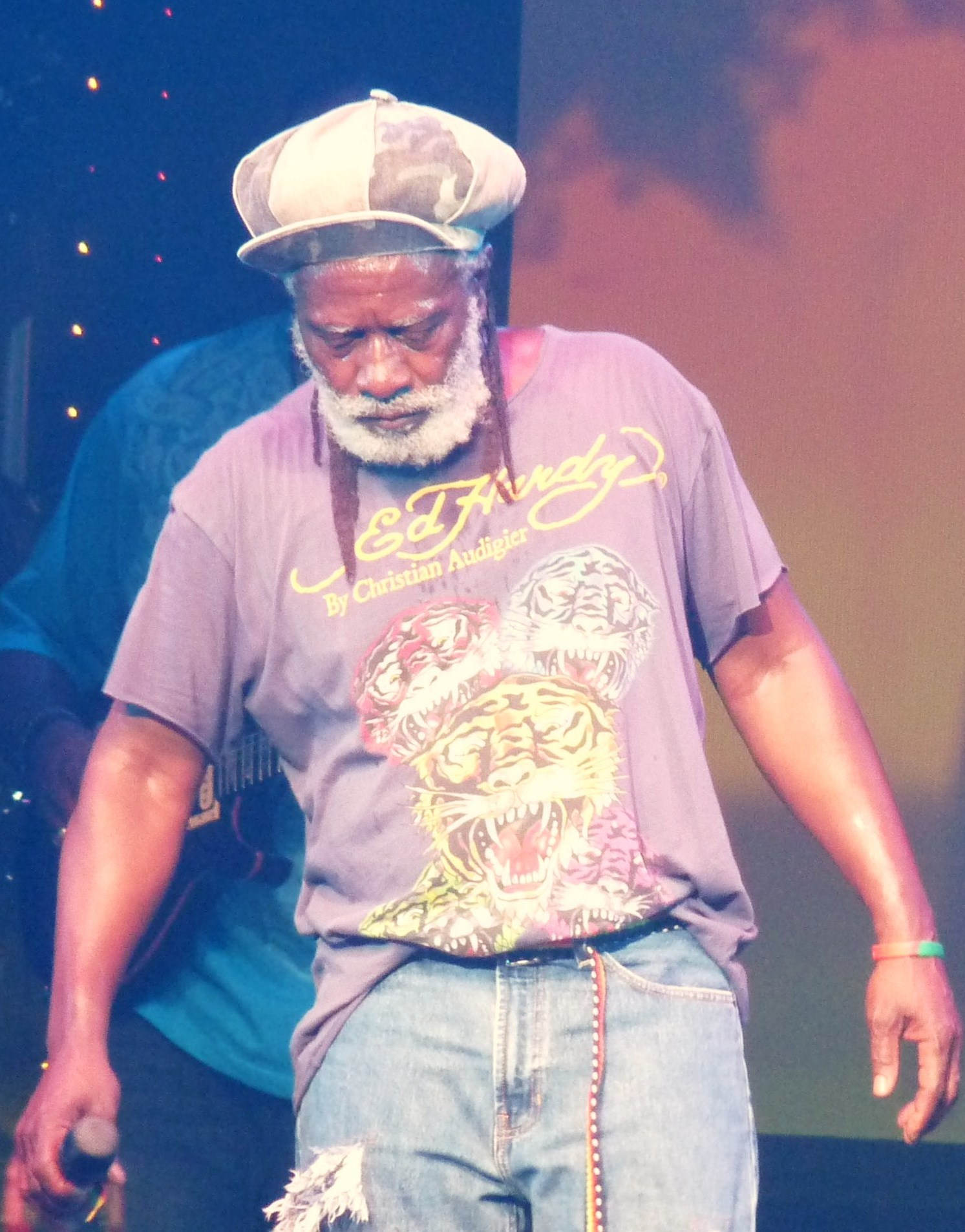
Burning Spear, rekordzista w ilości nominacji oraz zdobywca dwóch statuetek, swoją pierwszą nagrodę otrzymał dopiero za ósmym podejściem

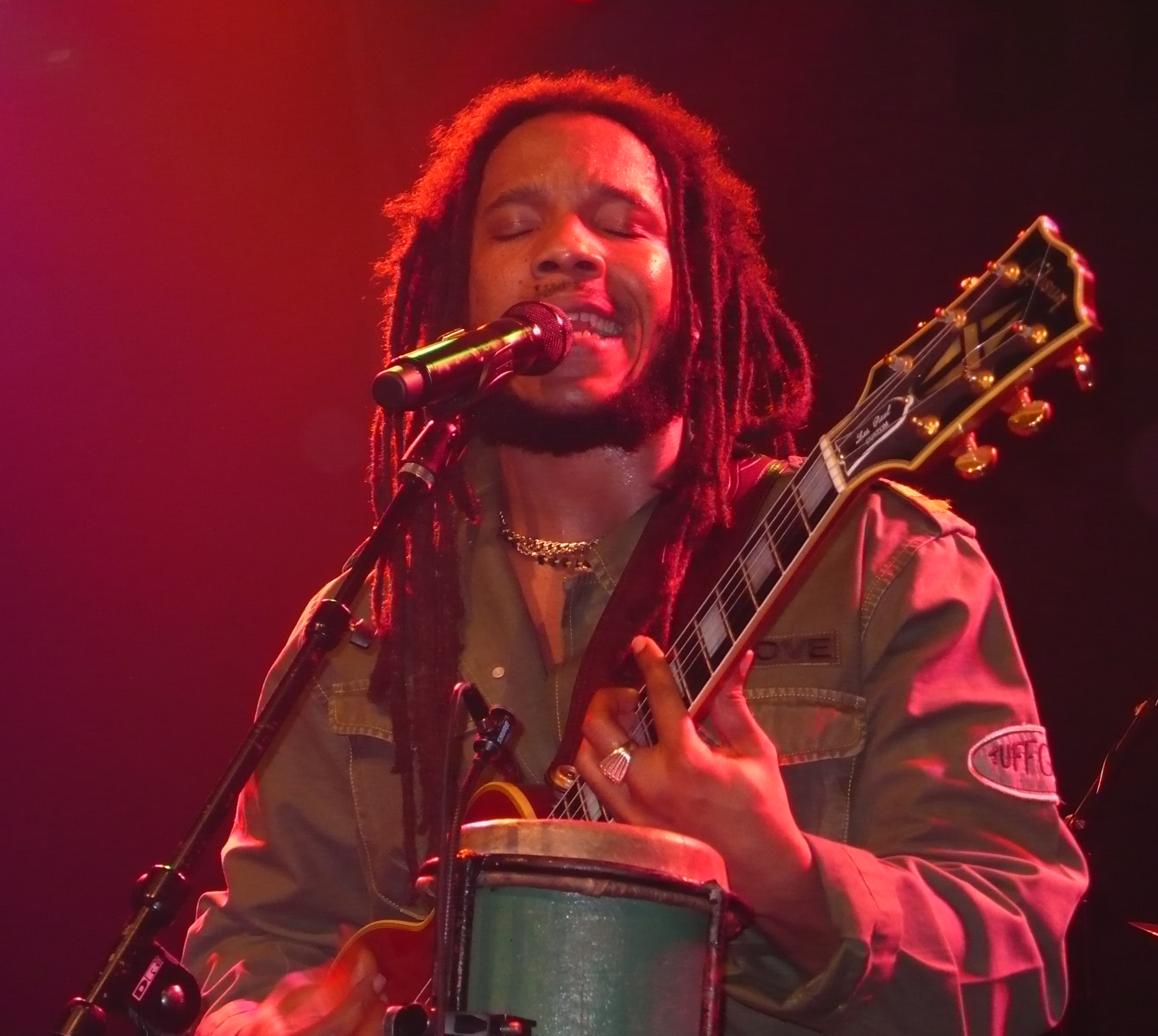
Stephen Marley, przedstawiciel drugiego pokolenia artystów reggae i już 6-krotny laureat statuetki...

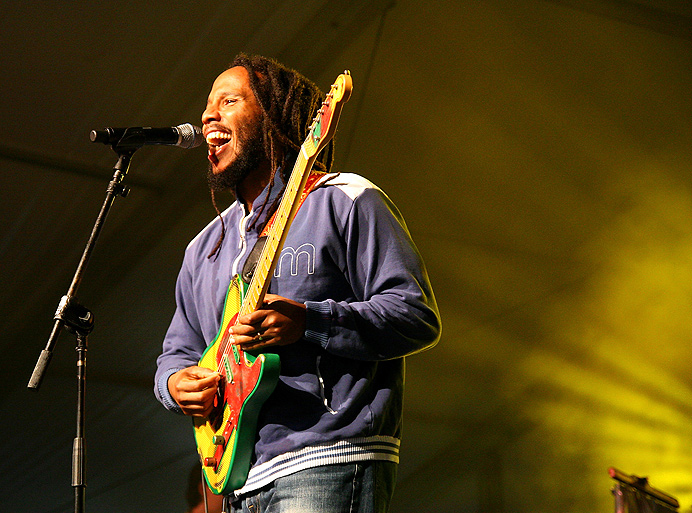
...oraz jego starszy brat Ziggy Marley, który po szóstym zwycięstwie w roku 2015 wyrównał to osiągnięcie

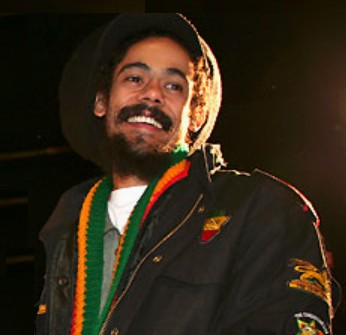
Damian Marley, najmłodszy z braci, zdobywca dwóch statuetek

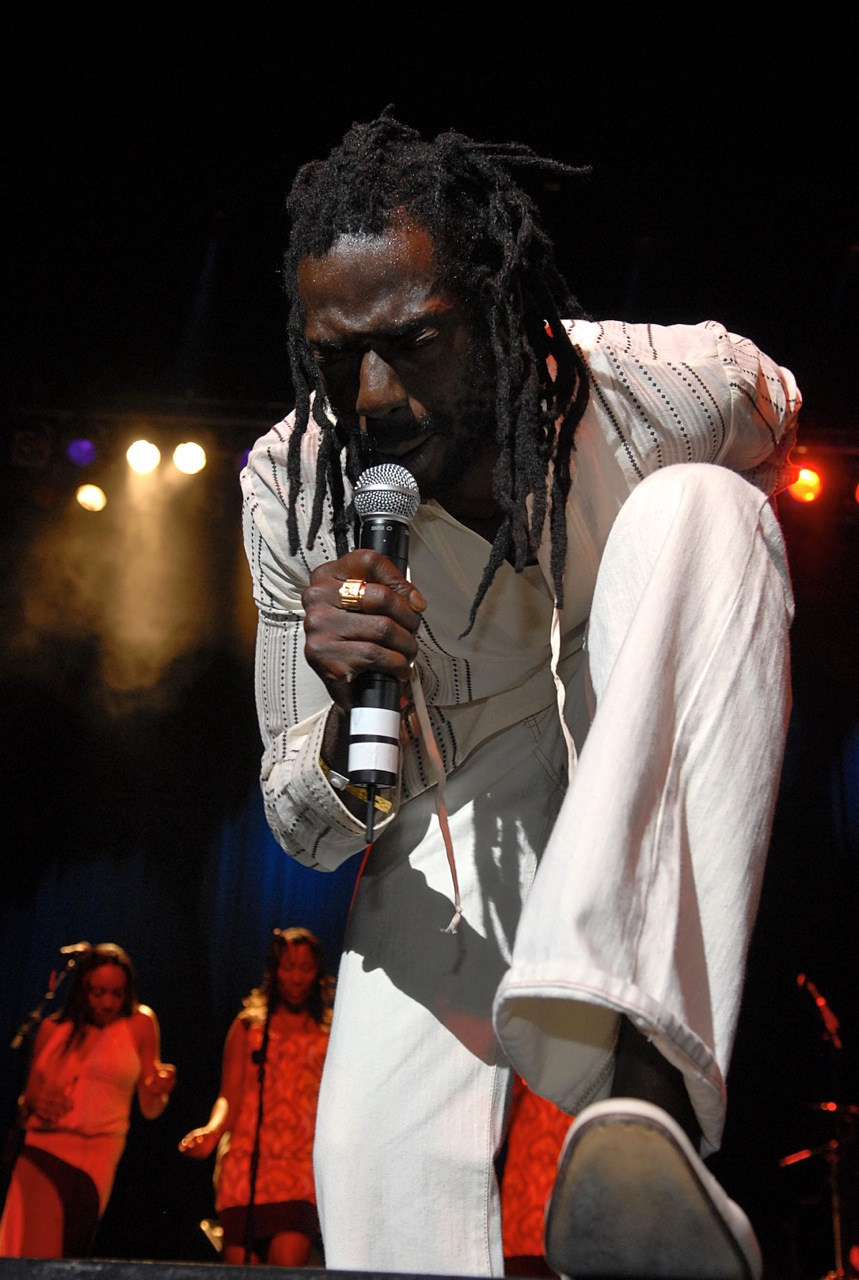
Nominacje dla albumów Buju Bantona zawsze budziły wiele kontrowersji ze względu na homofobiczne teksty kilku jego piosenek; pierwszą w karierze statuetkę Grammy przyznano mu w roku 2011, w przededniu rozpoczęcia jego procesu, w którym został skazany na 10 lat więzienia za próbę sprzedaży 5 kg kokainy

| 1986 | Jimmy Cliff                      | Jamajka                   | Cliff Hanger                                           | - Blue Riddim Band – Alive in Jamaica - Burning Spear – Resistance - Judy Mowatt – Working Wonders - Ziggy Marley & The Melody Makers – Play the Game Right                                                                                        |
| 1987 | Steel Pulse                      | Wielka Brytania           | Babylon the Bandit                                     | - Black Uhuru – Brutal - Jimmy Cliff – Club Paradise - Linton Kwesi Johnson & The Dub Band – In Concert With the Dub Band - The Itals – Rasta Philosophy                                                                                           |
| 1988 | Peter Tosh                       | Jamajka                   | No Nuclear War                                         | - Black Uhuru – Brutal Dub - Burning Spear – People of the World - Third World – Hold on to Love - UB40 – UB40 CCCP: Live in Moscow |
| 1989 | Ziggy Marley & The Melody Makers | Jamajka                   | Conscious Party                                        | - Jimmy Cliff – Hanging Fire - Toots and The Maytals – Toots in Memphis - UB40 – UB40 - UB40 & Chrissie Hynde – Breakfast in Bed |
| 1990 | Ziggy Marley & The Melody Makers | Jamajka                   | One Bright Day                                         | - Bunny Wailer – Liberation - Burning Spear – Live in Paris Zenith ’88 - The Wailers Band – I.D. - Third World – Serious Business |
| 1991 | Bunny Wailer                     | Jamajka                   | Time Will Tell: A Tribute To Bob Marley                | - Andrew Tosh – Make Place for the Youth - Black Uhuru – Now - Burning Spear – Mek We Dweet - Toots and The Maytals – An Hour Live |
| 1992 | Shabba Ranks                     | Jamajka                   | As Raw As Ever                                         | - Black Uhuru – Iron Storm - Bunny Wailer – Gumption - Rita Marley – We Must Carry On - Steel Pulse – Victims - Ziggy Marley & The Melody Makers – Jahmekya                                                                                        |
| 1993 | Shabba Ranks                     | Jamajka                   | X-tra Naked                                            | - Jimmy Cliff – Breakout - Steel Pulse – Rastafari Centennial: Live in Paris – Elysee Montmartre - The Wailing Souls – All Over the World - Third World – Committed                                                                                |
| 1994 | Inner Circle                     | Jamajka                   | Bad Boys                                               | - Black Uhuru – Mystical Truth - Burning Spear – The World Should Know - Maxi Priest – Fe Real - Ziggy Marley & The Melody Makers – Joy & Blues |
| 1995 | Bunny Wailer                     | Jamajka                   | Crucial! Roots Classics                                | - Aswad – Rise & Shine - Black Uhuru – Strongg - Dennis Brown – Light My Fire - Inner Circle – Reggae Dancer - różni wykonawcy – Stir It Up |
| 1996 | Shaggy                           | Jamajka                   | Boombastic                                             | - Burning Spear – Rasta Business - The Skatalites – Hi-Bop Ska! - Third World – Live It Up - Ziggy Marley & The Melody Makers – Free Like We Want 2 B                                                                                              |
| 1997 | Bunny Wailer                     | Jamajka                   | Hall of Fame: Tribute To Bob Marley’s 50th Anniversary | - Gregory Isaacs – Mr. Cool - Maxi Priest – Man With the Fun - Sister Carol – Lyrically Potent - The Skatalites – Greetings from Skamania |
| 1998 | Ziggy Marley & The Melody Makers | Jamajka                   | Fallen Is Babylon                                      | - Aswad – Big Up - Burning Spear – Appointment With His Majesty - Steel Pulse – Rage & Fury - Yellowman – Freedom of Speech |
| 1999 | Sly & Robbie                     | Jamajka                   | Friends                                                | - Beenie Man – Many Moods of Moses - Buju Banton – Inna Heights - The Wailing Souls – Psychedelic Souls - Toots and The Maytals – Ska Father |
| 2000 | Burning Spear                    | Jamajka                   | Calling Rastafari                                      | - Aswad – Roots Revival - Beenie Man – The Doctor - Steel Pulse – Living Legacy - Third World – Generation Coming |
| 2001 | Beenie Man                       | Jamajka                   | Art & Life                                             | - Dennis Brown – Let Me Be the One - Gregory Isaacs – Private & Confidential - Pato Banton – Life Is A Miracle - The Wailing Souls – Equality |
| 2002 | Damian Marley                    | Jamajka                   | Halfway Tree                                           | - Beres Hammond – Music Is Life - Ky-Mani Marley – Many More Roads - Luciano – A New Day - różni wykonawcy – Island Warriors |
| 2003 | Lee „Scratch” Perry              | Jamajka                   | Jamaican E.T.                                          | - Alpha Blondy – Merci - Bounty Killer – Ghetto Dictionary: The Mystery - Capleton – Still Blazin’ - Freddie McGregor – Anything For You |
| 2004 | Sean Paul                        | Jamajka                   | Dutty Rock                                             | - Buju Banton – Friends For Life - Burning Spear – Freeman - Third World – Ain’t Givin’ Up - Wayne Wonder – No Holding Back |
| 2005 | Toots and The Maytals            | Jamajka                   | True Love                                              | - Jimmy Cliff – Black Magic - Sly & Robbie – The Dub Revolutionaries - Steel Pulse – African Holocaust - różni wykonawcy – Def Jamaica |
| 2006 | Damian Marley                    | Jamajka                   | Welcome to Jamrock                                     | - Burning Spear – Our Music - Sean Paul – The Trinity - Shaggy – Clothes Drop - Third World – Black Gold & Green |
| 2007 | Ziggy Marley                     | Jamajka                   | Love Is My Religion                                    | - Buju Banton – Too Bad - Matisyahu – Youth - Sly & Robbie – Rhythm Doubles - UB40 – Who You Fighting For? |
| 2008 | Stephen Marley                   | Jamajka                   | Mind Control                                           | - Burning Spear – The Experience - Lee „Scratch” Perry – The End of an American Dream - Sly & Robbie & The Taxi Gang – Anniversary - Toots and The Maytals – Light Your Light                                                                      |
| 2009 | Burning Spear                    | Jamajka                   | Jah Is Real                                            | - Elephant Man – Let's Get Physical - Heavy D – Vibes - Lee „Scratch” Perry – Repentance - Shaggy – Intoxication - Sly & Robbie – Amazing |
| 2010 | Stephen Marley                   | Jamajka                   | Mind Control Acoustic                                  | - Buju Banton – Rasta Got Soul - Gregory Isaacs – Brand New Me - Julian Marley – Awake - Sean Paul – Imperial Blaze |
| 2011 | Buju Banton                      | Jamajka                   | Before the Dawn                                        | - Andrew Tosh – Legacy: An Acoustic Tribute To Peter Tosh - Bob Sinclar & Sly & Robbie – Made in Jamaica - Gregory Isaacs & King Isaac – Isaacs Meets Isaac - Lee „Scratch” Perry – Revelation - Sly & Robbie & The Family Taxi – One Pop Reggae + |
| 2012 | Stephen Marley                   | Jamajka                   | Revelation Pt. 1: The Root of Life                     | - Israel Vibration – Reggae Knights - Monty Alexander – Harlem-Kingston Express Live! - Shaggy – Summer in Kingston - Ziggy Marley – Wild And Free                                                                                                 |
| 2013 | Jimmy Cliff                      | Jamajka                   | Rebirth                                                | - Sean Paul – Tomahawk Technique - Sly & Robbie & The Jam Masters – New Legend: Jamaica 50th Edition - The Original Wailers – Miracle - Toots and The Maytals – Reggae Got Soul: Unplugged on Strawberry Hills                                     |
| 2014 | Ziggy Marley                     | Jamajka                   | In Concert                                             | - Beres Hammond – One Love, One Life - Sizzla – The Messiah - Sly & Robbie & The Jam Masters – Reggae Connection - Snoop Lion – Reincarnated |
| 2015 | Ziggy Marley                     | Jamajka                   | Fly Rasta                                              | - Lee „Scratch” Perry – Back on the Controls - Sean Paul – Full Frequency - Shaggy – Out of Many, One Music - Sly & Robbie & Spicy Chocolate – The Reggae Power - Soldiers of Jah Army – Amid the Noise & Haste                                    |
| 2016 | Morgan Heritage                  | Jamajka                   | Strictly Roots                                         | - Rocky Dawuni – Branches of the Same Tree - Jah Cure – The Cure - Barrington Levy – Acousticalevy - Luciano – Zion Awake |
| 2017 | Ziggy Marley                     | Jamajka                   | Ziggy Marley                                           | - Devin Di Dakta i J.L – Sly & Robbie Presents...Reggae For Her - J Boog – Rose Petals - Raging Fyah – Everlasting - Rebelution – Falling Into Place - SOJA – Live in Virginia                                                                     |
| 2018 | Damian "Jr. Gong" Marley         | Jamajka                   | Stony Hill                                             | - Chronixx – Chronology - Common Kings – Lost in Paradise - J Boog – Wash House Ting - Morgan Heritage – Avrakedabra |
| 2019 | Sting i Shaggy                   | Wielka Brytania i Jamajka | 44/876                                                 | - Black Uhuru – As The World Turns - Etana – Reggae Forever - Ziggy Marley – Rebellion Rises - Protoje – A Matter of Time |
| 2020 | Koffee                           | Jamajka                   | Rapture                                                | - Julian Marley – As I Am - Sly and Robbie i Roots Radics – The Final Battle: Sly & Robbie vs. Roots Radics - Steel Pulse – Mass Manipulation - Third World – More Work to Be Done                                                                 |
| 2021 | Toots and the Maytals            | Jamajka                   | Got to Be Tough                                        | - Buju Banton – Upside Down 2020 - Skip Marley – Higher Place - Maxi Priest – It All Comes Back To Love - The Wailers – One World |
| 2022 | SOJA                             | Stany Zjednoczone         | Beauty in the Silence                                  | - Etana – Pamoja - Gramps Morgan – Positive Vibration - Sean Paul – Live N Livin - Jesse Royal – Royal - Spice – 10 |